# Lista dos presidentes da Câmara Municipal de Tavira
Segue-se a lista dos presidentes da Câmara Municipal de Tavira desde 1835 em ordem cronológica inversa:

## Desde aRevolução de 25 de Abril de 1974
- 2019 Ana Paula Martins
- 2009 Jorge Manuel Nascimento Botelho
- 1998 José Macário Custódio Correia
- 1994 Jacinto Luís da Conceição Rodrigues
- 1991 Jacinto Luís da Conceição Rodrigues (interinamente, por suspensão do mandato de Joaquim Américo Fialho Anastácio)
- 1990 Joaquim Américo Fialho Anastácio
- 1986 Joaquim Américo Fialho Anastácio
- 1983 Joaquim Américo Fialho Anastácio
- 1980 Joaquim Américo Fialho Anastácio
- 1977 João Nuno da Rocha Prado
- 1974 José António dos Santos (16 de Outubro)

## Estado Novo
- 1971 Luís Filipe Lobo de Miranda Malheiro de Távora (7 de Abril)
- 1959 Jorge Augusto Correia (25 de Fevereiro)
- 1947 Jorge Filipe Ribeiro (4 de Julho)
- 1942 José Raimundo Ramos Passos
- 1939 Adolfo Trindade
- 1938 Isidoro Manuel Pires (2 de Janeiro)
- 1937 Isidoro Manuel Pires (28 de Janeiro)
- 1934 Jorge Filipe Ribeiro (23 de Fevereiro)

## Ditadura MilitareDitadura Nacional
- 1933 João José de Matos Parreira (2 de Novembro)
- 1927 Manuel Luís Baptista Marçal (13 de Junho)
- 1926 Joaquim Melo Trindade (30 de Junho)

## 1ª Primeira República
- 1926 Joaquim Peres (2 de Janeiro)
- 1923 Jaime Pires Cansado (2 de Janeiro)
- 1919 João José de Matos Parreira (30 de Janeiro)
- 1918 José Vicente Cansado (30 de Março)
- 1918 João José de Matos Parreira (Janeiro)
- 1916 Zacarias José Guerreiro (27 de Dezembro)
- 1914 António Fernando Pires Padinha (2 de Janeiro)
- 1911 António Fernando Pires Padinha (26 de Dezembro)
- 1910 António Fernando Pires Padinha (8 de Outubro)

## Regime Liberal
O presidente da câmara é eleito de forma democrática, sendo escolhido de entre os vereadores com mais votos. 
- 1908 Vasco Pereira de Campos (30 de Novembro)
- 1908 Joaquim Peres
- 1905 João Possidónio Guerreiro
- 1902 Sebastião José Teixeira Neves de Aragão
- 1899 João Possidónio Guerreiro
- 1896 João Possidónio Guerreiro
- 1893 Neste ano, a eleição passa a realizar-se de três em três anos: Sebastião José Teixeira Neves de Aragão, no primeiro ano; em 1894, José Firmino Pires Padinha.
- 1890 João Possidónio Guerreiro
- 1888 José Pires Padinha (neste ano não se realizaram eleições)
- 1886 José Pires Padinha
- 1884 José Dionel da Franca Matos
- 1882 José Dionel da Franca Matos
- 1880 José Bernardo Vizeto
- 1879 José Bernardo Vizeto (3 de Setembro)
- 1878 José Júlio Oliveira Baptista (11 de Agosto)
- 1878 Sebastião José Teixeira Neves de Aragão
- 1876 João José Victor Pereira da Silva
- 1874 Sebastião José Teixeira Neves de Aragão
- 1872 José Joaquim Pimentel
- 1870 José Dionel da Franca Matos
- 1868 José Quintino de Oliveira Travassos
- 1866 José Joaquim de Matos
- 1864 Manuel Joaquim Paes de Sousa, barão da Capelinha (frequentemente substituído por João Luís de Mendonça e Mello, vice-presidente e administrador do concelho)
- 1862 António da Esperança Mata
- 1860 Francisco José Marques Freire
- 1858 Manuel Joaquim Paes de Sousa, barão da Capelinha
- 1856 António Felix Penela
- 1854 Joaquim António Ernesto do Avelar
- 1852 Joaquim António Ernesto do Avelar
- 1850 José Nicolau da Conceição Correia de Melo
- 1847 José Nicolau da Conceição Correia de Melo
- 1846 Domingos Antunes da Araújo Brandão
- 1845 António José Vaz-Velho
- 1843 Francisco António do Rego. Neste ano, a eleição passa a realizar-se de dois em dois anos.
- 1842 Sebastião da Guarda Cabreira
- 1841 Rodrigo José de Sá e Aboim
- 1840 João Paulo de Araújo Pessoa
- 1839 Alberto António da Guarda Cabreira
- 1838 Mateus António Pereira da Silva
- 1837 José Barradas da Graça
- 1836 José Dionel da Franca Matos
- 1835 Francisco Álvares Botelho, fundador do Montepio Geral

## Período de vigência daConstituição de 1822
- 1822 Sebastião Martins Mestre